# 青年の歩み
青年の歩み（せいねんのあゆみ）は、1960年1月4日から1962年1月26日まで、NHK教育テレビで放送された、働く青少年向けの教養番組である。

## 概要
働く青少年に向けて、働く仲間同士相互の理解を深め、社会的な広い視野を養ってもらうための総合番組として、青年学級や公民館で集団視聴できるように制作された、知識や情操を高める教養番組であった。
文部省とユネスコの「勤労青少年に与えるテレビの影響調査」に協力し、1960年1月4日に実験視聴者番組としてシリーズが放送開始、同年3月28日まで全13回放送された後、1960年度に入った同年4月8日にレギュラー番組となり、1962年1月28日まで続いた。
番組は、地域社会に生きる勤労青年の映画ルポ「青年グラフ」、民謡鑑賞や職場の合唱、フォークダンスの指導など「職場のつどい」、知っておきたい時事用語の解説「きょうの言葉」、人生相談コーナー「人生手帳」の4部構成であった。
1962年度より、若者向け番組は『若い広場』に引き継がれる。

## 基礎情報
放送時間
- 金曜日 20:30 - 21:00（1960年1 - 3月）
- 金曜日 20:00 - 21:00（1960年度）
- 金曜日 20:00 - 20:45（1961年度）

司会
- 舟橋尚道
- 松丸志摩三